# Powiat zasławski
Powiat zasławski dawny powiat  w południowej części guberni wołyńskiej z siedzibą w Zasławiu. Dzielił się na 4 okręgi policyjne (stany): Białogródka (Białohorodka), Antoniny, Łabuń i Sławuta oraz gminy wiejskie: 
1. Antoniny
2. Barbarówka
3. Białogródka
4. Butowce
5. Horodyszcze
6. Hryców
7. Żuków
8. Zasław
9. Łabuń
10. Szkarówka Mała
11. Michnów
12. Nowosielica(inne języki)
13. Nowosioło(inne języki)
14. Polachowa
15. Rypki(inne języki)
16. Sławuta
17. Sudyłków
18. Sulżyn(inne języki)
19. Tarnawka(inne języki)
20. Chorowiec
21. Chrolin
22. Czetyrboki
23. Szepietówka
24. Junaczyńce(inne języki)